# Nordic Air Sweden
Nordic Air Sweden (früher Air Sweden) war eine schwedische Charterfluggesellschaft mit Sitz in Umeå und Basis auf dem Flughafen Arvidsjaur.

## Geschichte
Die Gesellschaft wurde als Air Sweden 2009 als Nachfolgerin der Nordic Airways gegründet. Der erste CEO der Air Sweden, Daniel Lundberg, der am Aufbau der Fluggesellschaft maßgeblich beteiligt war, wechselte Ende 2010 zur sich damals im Aufbau befindlichen, ebenfalls schwedischen Charterfluggesellschaft Swedish Moose, die jedoch noch in der Aufbauphase wieder aufgelöst wurde.
Aufgrund finanzieller Probleme wurde die Betriebslizenz der Air Sweden am 21. April 2011 mit sofortiger Wirkung entzogen. Der Airbus A320-200 mit dem Luftfahrzeugkennzeichen SE-RJN befand sich zu dieser Zeit im Chartereinsatz für Smart Wings auf dem Flughafen Paris-Charles-de-Gaulle und durfte nicht mehr für den geplanten Rückflug nach Prag eingesetzt werden. Am darauf folgenden Tag wurde die Maschine ohne Passagiere zurück nach Prag überführt und dort vorübergehend abgestellt. Im Juli wurde der Flugbetrieb wieder aufgenommen und im Herbst 2011 erfolgte eine umfangreiche Restrukturierung.
Im Februar 2012 entschied ein Gericht, dass der Lizenzentzug im Frühjahr 2011 rechtmäßig war. Die Lizenz wurde in der Folge erneut eingezogen, womit kein Flugbetrieb mehr möglich war. Air Sweden hatte jedoch ohnehin seit Herbst 2011 keine Flüge mehr durchgeführt.
Unter dem Namen Nordic Air Sweden nahm die Gesellschaft unter neuer Leitung und neuem Sitz in Umeå den Geschäftsbetrieb im Jahr 2012 wieder auf. Möglich machte dies die Übernahme des Lufttaxiunternehmen JE Time Sweden, wodurch Nordic Air Sweden wieder eine Betriebslizenz erhielt. Es war geplant, eigene Flugzeuge des Typs Airbus A320-200 für weiter entfernte Urlaubsziele zu nutzen.
Im August 2013 stellte die Fluggesellschaft ihren Flugbetrieb ein.

## Flugziele
Seit Ende März 2013 gab es regelmäßige Direktflüge nach London. Zusätzlich wurden die schwedischen Städte Arvidsjaur, Gällivare und Hemavan mit Umeå verbunden.

## Flotte
Mit Stand Juli 2013 bestand die Flotte der Nordic Air Sweden aus einer Embraer 170, betrieben durch die Estonian Air.